# Rosenskål
Rosenskål (Rhodoscypha ovilla) är en svampart som först beskrevs av Peck, och fick sitt nu gällande namn av Dissing & Sivertsen 1983. Rosenskål ingår i släktet Rhodoscypha och familjen Pyronemataceae.  Arten är reproducerande i Sverige. Inga underarter finns listade i Catalogue of Life.